# ウォーレン・クロマティ
ウォーレン・リビングストン・クロマティ（英語: Warren Livingston Cromartie、1953年9月29日 - ）は、アメリカ合衆国フロリダ州マイアミビーチ出身の元プロ野球選手（外野手・内野手、左投左打）、監督、野球解説者、YouTuber。
愛称は「クロウ」（英: Cro）。

## 経歴

### プロ入り前
MLBドラフトでは高校時代から数えて計4度指名されているが、いずれもプロ入りには至らなかった。マイアミ・デイド大学在学時の1972年には第1回日米大学野球選手権大会に出場した。

### プロ入りとエクスポズ時代
1973年6月の二次ドラフト1巡目（全体5位）でモントリオール・エクスポズから指名され、プロ入り。メジャー3年目の1977年頃からレギュラーに定着した。
1983年のシーズンオフ時にFAとなった。

### 読売ジャイアンツ時代
1983年12月29日に読売ジャイアンツへ移籍した。
1984年に35本塁打をマークするなど、日本でもレギュラーの一人としてチームを牽引した。
1986年には打率.363を記録したが、この年はかつてエクスポズでのチームメイトであった、阪神のランディ・バースが日本プロ野球記録である打率.389を記録したため、首位打者を獲得できなかった。シーズン打率が.360以上を記録しながらも、首位打者になれなかったのは、現在までクロマティただ1人である。
1988年、シーズン開始前にこの年限りでの引退を宣言する。ヤクルトスワローズとの開幕戦で巨人の選手では東京ドーム第1号となるホームランを打つ。しばらくは不振の原辰徳に代わり4番を任されるなど好調を維持していたが、6月13日の阪神タイガース戦で久保康生から指に死球を受けて骨折してしまったことで、残りのシーズンを棒に振った。チームの最終戦の10月4日の横浜大洋ホエールズ戦には、尊敬する王貞治監督のラストゲームを見届ける為にベンチ入りしていたが、試合には出場しなかった。
1989年、再度この年限りでの引退を宣言し、5月の外国人特派員協会でも引退の意向に変わりがないと述べる。他方で、成績の方は開幕から長打を捨ててヒットを量産し、シーズン規定打席の403打席（当時は130試合制であったため規定打席数は試合数×3.1の403打席数であった）に到達した時点で打率4割を超えていた。最終的な打率は.378まで下がり、4割打者誕生はならなかったが、首位打者を獲得した。96試合まで4割を維持したのは広瀬叔功の89試合を抜くプロ野球最長記録であり、.378は巨人の球団歴代最高打率である。首位打者に加え、.449で最高出塁率の二冠のタイトルを獲得。20勝を挙げたチームメートの斎藤雅樹を抑えてMVPも受賞した。チームが独走状態だったこともあり、監督が休養を提案したが、出場することを選んだ結果として、終盤は打率の低下が著しくなり4割打者の誕生は幻となった。シーズン終了後に引退を撤回する。
シーズン打率.360以上を2回（1986年、1989年）記録している。これは他にイチロー（1994年、2000年）と落合博満（1985年、1986年）しか達成していない記録である。
1990年は開幕から低調で7月まで打率.252 5本塁打という成績ながらチームが史上最速ペースで優勝を飾るなど首位を独走しており、加えてクロマティのファン人気が高いこともあってオールスターにファン投票で選出された。8月以降は打率.390（136打数53安打）9本塁打で復調の兆しが見えたがシーズン終了後の1991年1月16日に退団が発表された。直後に「さらばサムライ野球」を出版する。中畑清が王貞治監督のことを陰で「ワン公」と呼んでいたとか、篠塚和典は苦手投手の先発が予想されると仮病で休むなど、暴露本の様相を呈していたため話題となった。
球団助っ人9打数連続安打の記録を持つ。

#### 1989年シーズンについて
1989年、5月18日の時点で打率.470、6月25日の58試合目で.396となったが、8月9日に再び4割超え、8月20日まで打率.401で（96試合目までの打率4割台は64年の南海・広瀬叔功の89試合を抜く日本記録）、クロマティはこの時点ですでにシーズン規定打席をクリアし、打率も4割を達成していたものの、チームは優勝争いの真っ只中で主力選手であったクロマティは休まずに出場を続けた。「規定打席に到達した時点で4割を超えていたわけだから、みんなに『もう、試合に出ないほうがいい』と言われたことはよく覚えています。もしこれが残り10試合だったら、僕もそうしていたと思うけど、シーズンは続いていましたからね」と述べている。

### ロイヤルズ時代
1991年3月1日、カンザスシティ・ロイヤルズのスプリングトレーニングに参加してメジャー復帰するも、8月20日に引退が報じられ、この年限りで引退した。

### ロイヤルズ退団後
引退後は1997年から6年間、フロリダ・マーリンズ戦のラジオ解説者として活動した。また、2002年にはプロ野球マスターズリーグの札幌アンビシャスに加入した。
2005年には、独立リーグのゴールデンベースボールリーグに参加する「ジャパン・サムライ・ベアーズ」初代監督に就任したが、ファンへの暴言や度重なる退場を理由に解雇された。
2007年6月1日、プロレスラーとしてデビューすることを、プロレスイベント「ハッスル」を主催するハッスルエンターテインメントが発表した。6月17日に「ハッスル・エイド2007」（さいたまスーパーアリーナ）でタイガー・ジェット・シンと対戦し勝利を飾った。この試合ではかつて試合中に殴打した宮下昌己が来場し、クロマティを応援した。
その後、かつて在籍したエクスポズのあったモントリオールにMLB球団を復活させるプロジェクトの代表を務めていた。2018年4月にヒストリーチャンネルの日本法人と正社員としての雇用契約を結び、同チャンネルの東京駐在特派員として番組に出演することとなった。
2019年のNPBレギュラーシーズン（8月上旬）からは、現役時代に在籍していた読売ジャイアンツの一軍公式戦に随時帯同。同球団の選手時代にクリーンアップを組んでいた原監督からの要請による帯同で、コーチとしての契約には至っていないが、帯同中には「臨時打撃コーチ」に準ずる役割で試合前練習の打撃指導を担っていた。実際にはユニフォームを着用せず、同年中は指導に対する報酬も発生しない「ゲスト」扱いで帯同していたが、シーズン終了後の12月に「アドバイザー」という肩書で正式に契約した。
2020年6月にはYouTubeの公式チャンネル「クロマティチャンネル/Cromartie Channel」を開設した。
2020年シーズンは、巨人のアドバイザーとして一軍のセントラル・リーグ2連覇に貢献したが、シーズン終了後の12月23日にアドバイザー契約を更新しなかったことをtwitter上の公式アカウントで公表した。6月からYouTubeチャンネルを開設していることを背景に、アドバイザーからの退任後も、日本でスポーツマーケッターやタレントとしての活動を続ける意向を明かした。
2024年7月15日に東京ドームで開催された巨人-阪神OB戦に電動車椅子で来場した。
同年12月20日配信のYouTube「トクサンTV」および自身のYouTube「クロマティチャンネル」において、車椅子生活となっている理由として、脊柱管狭窄症に罹患し下半身麻痺の状態にある事を公表した。2021年に新型コロナウイルス感染症（COVID-19）に感染しその影響で腰痛を発症。当初はギランバレー症候群によるものと診断され、手術を受けた。その後2023年5月、背中を痛めたため米国の医師から徳島大学病院整形外科の西良浩一（同大学教授）を紹介され、来日して手術を受けた。手術で若干の改善は見られたものの、下半身は麻痺の状態が続いており、リハビリを継続しているという。

## 選手としての特徴

### 打撃スタイル
中距離打者であったが、広角に打ち分けるシュアな打撃は当時の監督であった王貞治からも「三割は確実にとれる」と絶賛され、後述した1986年の頭部へ死球を受けた翌日の試合で代打出場をした際には見事な流し打ちの満塁本塁打を放つなど、勝負強さが持ち味でもあった。極端なクラウチングスタイルのバッティングフォームが大きな特徴であったが、日本でのキャリアを重ねたキャリア後期には通常のフォームに変化している。

### パフォーマンス
常に風船ガムを噛み、ぷうっとふくらませて破裂させ、ひょうきんな印象を与えた。自ら打点を出した後に守備につく際、外野観客席の巨人ファンと共に万歳三唱するパフォーマンスを見せ、選手生活晩年には「バンザイコール」はおなじみのものとなった。テキサスヒットを打って出塁した際の塁上でしばしば、「ココが違う」とばかりに自分の頭部を指さすパフォーマンスを見せ、打たれたバッテリーの怒りを買った。

### 頭部死球退場の翌日に決勝本塁打
広島と優勝を争っていた1986年10月2日のヤクルト戦（神宮球場）で、高野光から頭部に死球を受けて倒れ慶應義塾大学病院へ運ばれた。しかし病院を抜け出し、翌日の同ヤクルト戦にベンチ入りする。尾花高夫から代打満塁ホームランを放ち、ホームに到達した際泣きながら監督の王貞治と抱き合った。ただしこの年の巨人は最終的に優勝を逃している。

### 乱闘事件
1987年6月11日の対中日ドラゴンズ戦（熊本市・藤崎台県営野球場）で、投手の宮下昌己から背中に死球を受けた際、帽子を取って謝るようジェスチャーも交えて要求したものの、宮下が応じなかったため、マウンド上の宮下に駆け寄るやいなやその顔面に綺麗に右ストレートを入れる等暴行を加えたことにより、両軍入り乱れての大乱闘となった（クロマティは退場処分）。翌日のスポーツ新聞の一面を飾るなど有名な乱闘劇となった。
クロマティと宮下はその後も数回程度会う機会はあったものの、会話をすることはなかった。
しかし引退後のその後、2007年6月17日に開催されたプロレス興行『ハッスル』にクロマティが参戦。上述の一件の縁から宮下も来場し、クロマティを応援した。
2013年1月21日に日本テレビ系で放送された「深イイ話&しゃべくり007 合体2時間SP」にゲスト出演。ここで宮下に会って謝罪したいとの意向を示し、番組内で宮下との再会が実現。お互いに笑顔で握手を交わし、四半世紀の時を経て"和解"となった。
2015年3月14日にTBS系で放送された炎の体育会TVスペシャルの企画で「マスク・ド・ピッチャー」に扮した宮下と1打席勝負を行った。
2020年9月8日、「クロマティチャンネル/Cromartie Channel」に宮下が出演、上述の一件などを交えたトークを展開した。
その後クロマティは「野球人生を振り返って後悔していること」として、この宮下との一件を挙げ、「今は彼とは親友だ」と話している。
また、1990年5月24日の中日戦でもバンス・ローに対し頭部付近への投球を巡って両軍乱闘騒ぎ（この時は興奮する中日・ディステファーノをなだめていたが）後に、鹿島忠からやはり頭部へ投じられたことで激昂し乱闘騒ぎとなった。鹿島は危険球退場。

### 敬遠の球をサヨナラ適時打
1990年6月2日の対広島東洋カープ戦で、二死二塁の場面で、金石昭人の敬遠を図った投球を1ストライク1ボールのカウントから右中間に打ち外野手・西田真二の頭上を越えるサヨナラ安打にした。

### 集中力と守備
現役終盤は加齢による衰えもあって、狭い守備範囲と緩慢な返球が問題視され、しばしばメディアにもとりあげられた。1987年の日本シリーズ第6戦では、2回裏にフライを捕球した後の返球が逸れ、二塁からタッグアップした清原和博のホームインを許している。また8回裏の秋山幸二のセンター前ヒットではヒットエンドランはかかっていなかったにもかかわらず、守備位置が深かったことや返球が緩かったこと、巨人の遊撃手は全員このような場面での中継プレーで打者走者の方を見るクセがあることも重なり、一塁走者の辻発彦をホームインさせている。また、1989年にも、一塁走者の屋鋪要が盗塁を試み、有田修三の二塁送球が逸れたのを緩慢にバックアップしていたら屋鋪が一気にホームインした、というプレーがあった。
1989年の日本シリーズでも、打球判断を誤る記録に残らないミスを数回犯しており、実況アナウンサーが｢今のは緩慢な守備でした｣と話している。だが篠塚和典の証言によると、この年の日本シリーズで恥をかいて以来クロマティは大いに反省して守備の意識改革が起こり、守備練習も真面目に行うようになったという。
日本では来日1年目後半以降、ほとんどセンターを守っていたが、1000試合以上出場したメジャーリーグでは一度もセンターでの起用はなかった（レフトが最多）。

## 人物
- 1988年、「Climb」（クライム）というバンドでドラムを担当、シングル「ガール・ライク・ユー」とアルバム「テイク・ア・チャンス」をリリースしている[20]。アルバム「テイク・ア・チャンス」にはバックコーラスにカナダのベテランバンド「ラッシュ」のゲディー・リーが参加しているが、ゲディーとは昔から親交が深く、1982年発売のラッシュのアルバム「Signals」の裏ジャケットにはクロマティの名前がある。なお、「テイク・ア・チャンス」にはこの他にもコーラスでフォリナーのルー・グラム、キーボードで元レインボーのデヴィッド・ローゼンタールがゲスト参加している。
- 2005年、不良の集まる「東京都立クロマティ高等学校」を舞台とする映画『魁!!クロマティ高校』公開を知り、「パブリシティ権の侵害だ」と主張し、公開中止を求め提訴。字幕でクロマティ本人とは無関係であると表示するという条件で仮処分申請を取り下げた。しかし、名前の使用を許諾していないという理由で今後正式な民事訴訟を起こして争うとしていた[25]。また、クロマティは同作品の中で名前を使われていたランディ・バースやオレステス・デストラーデにも訴えようと持ちかけたが断られている。
- 引退後一時スポーツグッズ販売会社に勤務。2012年10月23日放送の『ありえへん∞世界』ではラジオのDJをやっていると紹介された。
- 野球では左投左打であったが、箸は右手で使う。日本の麺類では「うどん」「焼きそば」「ラーメン」が好きで、自ら料理もする[26]。
- 篠塚和典の証言によると、ロイ・ホワイトやレジー・スミスと比べるとメジャーでの実績が乏しく、それ故チームにもよく溶け込んだといい、日本語も積極的に覚えたとのこと。篠塚は当時の外国人選手にありがちな腰掛けではなく、日本球界を終の棲家にする気持ちがあったと思うと私見を述べている。クロマティもチームの選手では最初に話しかけてくれた篠塚のおかげで気持ちが楽になったと感謝している[24][27][28]。

## 詳細情報

### 年度別打撃成績
| 年 度     | 球 団     | 試 合 | 打 席 | 打 数 | 得 点 | 安 打 | 二 塁 打 | 三 塁 打 | 本 塁 打 | 塁 打 | 打 点 | 盗 塁 | 盗 塁 死 | 犠 打 | 犠 飛 | 四 球 | 敬 遠 | 死 球 | 三 振 | 併 殺 打 | 打 率 | 出 塁 率 | 長 打 率 | O P S |
| --------- | --------- | ----- | ----- | ----- | ----- | ----- | -------- | -------- | -------- | ----- | ----- | ----- | -------- | ----- | ----- | ----- | ----- | ----- | ----- | -------- | ----- | -------- | -------- | ----- |
| 1974      | MON       | 8     | 20    | 17    | 2     | 3     | 0        | 0        | 0        | 3     | 0     | 1     | 0        | 0     | 0     | 3     | 0     | 0     | 3     | 0        | .176  | .300     | .176     | .476  |
| 1976      | MON       | 33    | 82    | 81    | 8     | 17    | 1        | 0        | 0        | 18    | 2     | 1     | 2        | 0     | 0     | 1     | 0     | 0     | 5     | 2        | .210  | .220     | .222     | .442  |
| 1977      | MON       | 155   | 662   | 620   | 64    | 175   | 41       | 7        | 5        | 245   | 50    | 10    | 3        | 2     | 3     | 33    | 4     | 3     | 40    | 15       | .282  | .321     | .395     | .716  |
| 1978      | MON       | 159   | 655   | 607   | 77    | 180   | 32       | 6        | 10       | 254   | 56    | 8     | 8        | 2     | 6     | 33    | 7     | 5     | 60    | 15       | .297  | .337     | .418     | .755  |
| 1979      | MON       | 158   | 710   | 659   | 84    | 181   | 46       | 5        | 8        | 261   | 46    | 8     | 7        | 6     | 6     | 38    | 19    | 1     | 78    | 11       | .275  | .313     | .396     | .709  |
| 1980      | MON       | 162   | 657   | 597   | 74    | 172   | 33       | 5        | 14       | 257   | 70    | 8     | 8        | 4     | 3     | 51    | 24    | 2     | 64    | 24       | .288  | .345     | .430     | .775  |
| 1981      | MON       | 99    | 400   | 358   | 41    | 109   | 19       | 2        | 6        | 150   | 42    | 2     | 3        | 0     | 3     | 39    | 12    | 0     | 27    | 8        | .304  | .370     | .419     | .789  |
| 1982      | MON       | 144   | 574   | 497   | 59    | 126   | 24       | 3        | 14       | 198   | 62    | 3     | 0        | 1     | 4     | 69    | 15    | 3     | 60    | 10       | .254  | .346     | .398     | .744  |
| 1983      | MON       | 120   | 410   | 360   | 37    | 100   | 26       | 2        | 3        | 139   | 43    | 8     | 3        | 1     | 5     | 43    | 7     | 1     | 48    | 11       | .278  | .352     | .386     | .738  |
| 1984      | 巨人      | 122   | 488   | 457   | 68    | 128   | 23       | 1        | 35       | 258   | 93    | 4     | 4        | 0     | 2     | 25    | 8     | 4     | 68    | 11       | .280  | .323     | .565     | .888  |
| 1985      | 巨人      | 119   | 524   | 482   | 77    | 149   | 34       | 1        | 32       | 281   | 112   | 4     | 2        | 0     | 8     | 33    | 1     | 1     | 51    | 18       | .309  | .349     | .583     | .932  |
| 1986      | 巨人      | 124   | 524   | 471   | 99    | 171   | 29       | 3        | 37       | 317   | 98    | 6     | 3        | 0     | 3     | 43    | 4     | 7     | 58    | 14       | .363  | .422     | .673     | 1.095 |
| 1987      | 巨人      | 124   | 505   | 476   | 65    | 143   | 20       | 2        | 28       | 251   | 92    | 2     | 1        | 0     | 4     | 22    | 1     | 3     | 76    | 7        | .300  | .333     | .527     | .860  |
| 1988      | 巨人      | 49    | 201   | 186   | 31    | 62    | 8        | 0        | 10       | 100   | 36    | 1     | 1        | 0     | 2     | 11    | 2     | 2     | 21    | 5        | .333  | .373     | .538     | .911  |
| 1989      | 巨人      | 124   | 501   | 439   | 70    | 166   | 33       | 1        | 15       | 246   | 72    | 7     | 3        | 0     | 3     | 49    | 17    | 10    | 44    | 11       | .378  | .449     | .560     | 1.009 |
| 1990      | 巨人      | 117   | 495   | 450   | 68    | 132   | 23       | 1        | 14       | 199   | 55    | 2     | 2        | 0     | 1     | 43    | 2     | 1     | 52    | 5        | .293  | .356     | .442     | .798  |
| 1991      | KC        | 69    | 148   | 131   | 13    | 41    | 7        | 2        | 1        | 55    | 20    | 1     | 3        | 1     | 1     | 15    | 0     | 0     | 18    | 3        | .313  | .381     | .420     | .801  |
| MLB：10年 | MLB：10年 | 1107  | 4318  | 3927  | 459   | 1104  | 229      | 32       | 61       | 1580  | 391   | 50    | 37       | 17    | 31    | 325   | 85    | 18    | 403   | 99       | .281  | .336     | .402     | .739  |
| NPB：7年  | NPB：7年  | 779   | 3238  | 2961  | 478   | 951   | 170      | 9        | 171      | 1652  | 558   | 26    | 16       | 0     | 23    | 226   | 35    | 28    | 370   | 71       | .321  | .372     | .558     | .930  |

- 各年度の太字はリーグ最高

### タイトル
NPB
- 首位打者：1回 （1989年）
- 最高出塁率：1回 （1989年）
- 最多安打（当時連盟表彰なし）：1回 （1989年）  ※1994年より表彰
- 最多勝利打点：2回 （1984年、1986年）

### 表彰
NPB
- 最優秀選手：1回 （1989年）
- ベストナイン：3回 （1986年、1987年、1989年）
- オールスターゲームMVP：1回 （1985年 第2戦）
- 月間MVP：1回 （1986年8月）
- 東京ドームMVP：2回 （1986年、1989年）
- ヤナセ・ジャイアンツMVP賞：1回 （1985年） ※第1回受賞者

### 記録
NPB初記録
- 初出場・初先発出場：1984年4月6日、対阪神タイガース1回戦（後楽園球場）、6番・左翼手として先発出場
- 初安打・初打点：同上、8回裏に福間納から右翼線適時二塁打
- 初本塁打：1984年4月10日、対中日ドラゴンズ1回戦（ナゴヤ球場）、4回表に小松辰雄から右越ソロ

NPB節目の記録
- 100本塁打：1986年9月26日、対中日ドラゴンズ24回戦（後楽園球場）、4回裏に小松辰雄から左中間越2ラン ※史上146人目
- 150本塁打：1989年7月19日、対中日ドラゴンズ17回戦（ナゴヤ球場）、5回表に陳義信からソロ ※史上89人目

NPBその他の記録
- オールスターゲーム出場：3回 （1985年、1989年、1990年）

### 背番号
- 49（1974年 - 1991年）

### 代表歴
- 第1回日米大学野球選手権大会 アメリカ合衆国代表（1972年）

## 出演

### CM
- 麒麟麦酒 キリンラガービール（1990年）[29]